# Carya
Carya é um género botânico pertencente à família Juglandaceae.

## Espécies

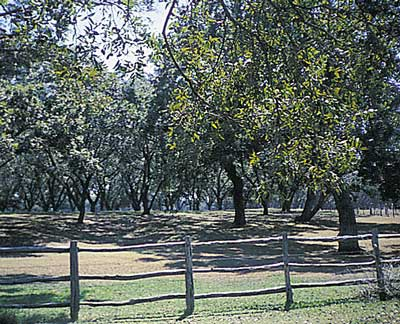
Carya illinoensis

- Carya aquatica
- Carya alba
- Carya buckleyi
- Carya californica
- Carya carolinae-septentrionalis
- Carya cathayensis
- Carya cordiformis
- Carya floridana
- Carya glabra
- Carya illinoensis
- Carya laciniosa
- Carya myristiciformis
- Carya ovalis
- Carya ovata
- Carya pallida
- Carya pecan
- Carya oliviformis
- Carya tertiara
- Carya texana
- Carya tomentosa